# Everything (альбом The Bangles)
Everything (с англ. — «Всё») — третий студийный альбом американской группы The Bangles, вышедший 18 октября 1988 года (по версии RIAA — 14 октября), содержащий два хита из топ-5 хит-парада Billboard 100: «Eternal Flame» (первое место) и «In Your Room» (пятое). Второй после Different Light диск группы, ставший платиновым.

## История
Альбом был записан в 1987—1988 годах в лос-анджелесских студиях Ocean Way Recording и Studio 55 под руководством продюсера Дэвитта Сигерсона. Мастеринг был осуществлён Дугом Саксом в студии The Mastering Lab. «Everything» стал первым полноформатным диском группы, не содержащим кавер-версий — все песни были написаны участницами The Bangles совместно с профессиональными авторами.
В американском хит-параде значительный успех имели два сингла с альбома: «In Your Room» достиг пятой строчки, а «Eternal Flame» занял первое место. Обе песни также вошли в итоговый список лучших синглов 1989 года, разместившись в нём соответственно на 66-й и 32-й строчках. Сингл «Be with You» стал в хит-параде 30-м, а неизданная в США «I’ll Set You Free» остановилась на 74-м месте в британском чарте.
В американском хит-параде альбомов Everything занял 15-е место, в британском — пятое. 21 декабря 1988 года диск получил золотой сертификат, а 17 апреля 1989 года — платиновый.

## Список композиций
| №                   | Название                  | Автор(ы)                                  | Основной вокал      | Длительность |
| ------------------- | ------------------------- | ----------------------------------------- | ------------------- | ------------ |
| 1.                  | «In Your Room»            | С. Хоффс, Том Келли, Билли Стейнберг      | С. Хоффс            | 3:33         |
| 2.                  | «Complicated Girl»        | М. Стил, Дэвид Уайт                       | М. Стил             | 3:43         |
| 3.                  | «Bell Jar»                | Д.Питерсон, В.Питерсон                    | В. Питерсон         | 3:23         |
| 4.                  | «Something to Believe In» | М. Стил, Эрик Лоуэн, Дэн Наварро, Д. Уайт | М. Стил             | 4:03         |
| 5.                  | «Eternal Flame»           | С. Хоффс, Т. Келли, Б. Стейнберг          | С.Хоффс             | 4:10         |
| 6.                  | «Be with You»             | Уокер Айглхарт, Д. Питерсон               | Д. Питерсон         | 3:05         |
| 7.                  | «Glitter Years»           | М. Стил, Д. Уайт                          | М. Стил             | 3:44         |
| 8.                  | «I’ll Set You Free»       | С. Хоффс, Э. Лоуэн, Д. Наварро            | С. Хоффс            | 4:32         |
| 9.                  | «Watching the Sky»        | С. Хоффс, В. Питерсон                     | В. Питерсон         | 4:17         |
| 10.                 | «Some Dreams Come True»   | У. Иглхарт, Д. Питерсон                   | Д. Питерсон         | 3:33         |
| 11.                 | «Make a Play for Her Now» | В. Питерсон, Винни Винсент                | В. Питерсон         | 3:53         |
| 12.                 | «Waiting for You»         | С. Хоффс, Т. Келли, Б. Стейнберг          | С. Хоффс            | 3:41         |
| 13.                 | «Crash and Burn»          | В. Питерсон, Рэйчел Свит                  | В. Питерсон         | 2:42         |
| Общая длительность: | Общая длительность:       | Общая длительность:                       | Общая длительность: | 47:36        |

## Участники записи
The Bangles:
- Сюзанна Хоффс — вокал, бэк-вокал, ритм-гитара, перкуссия
- Вики Питерсон — вокал, бэк-вокал, соло-гитара, мандолина
- Дебби Питерсон — вокал, бэк-вокал, барабаны, перкуссия
- Мишель Стил — вокал, бэк-вокал, бас-гитара, гитара, перкуссия

| Приглашённые музыканты: - Фил Шенейл — клавишные, программирование - Уокер Айглхарт — клавишные, программирование - Дэвид Уайт — клавишные, программирование - Дэвид Линдли — саз, до́бро, бузуки, классическая гитара - Паулинью да Кошта — перкуссия - Томми Морган — губная гармоника - Джим Снодгрэсс — табла - Дэррил Ситизен — нойз - Бобби Донати — гитара (песня 10) - Винни Винсент — двенадцатиструнная гитара (песня 11) | Продюсирование: - Дэвитт Сигерсон — продюсер - Франк Филипетти — микширование - Джон Беверли Джонс — звукоинженер - Джо Шифф, Кен Фелтон — ассистенты звукоинженера - Дуг Сакс — мастеринг Оформление: - Тони Лейн, Нэнси Дональд — дизайн обложки - Дэвид Коулмен — дизайн логотипа - Шейла Рок — фотограф - Лесли Шифф — художник |

## Позиции в хит-парадах
| Чарт (1988—1989)                               | Высшая позиция |
| ---------------------------------------------- | -------------- |
| Австралия (ARIA)                               | 7              |
| Австрия (Ö3 Austria)                           | 8              |
| Великобритания (UK Albums Chart)               | 5              |
| Европа (Music & Media European Top 100 Albums) | 14             |
| Канада (RPM Top Albums/CDs)                    | 49             |
| Нидерланды (Album Top 100)                     | 4              |
| Новая Зеландия (Recorded Music NZ)             | 15             |
| США (Billboard 200)                            | 15             |
| ФРГ (GfK Entertainment Charts)                 | 15             |
| Швейцария (Schweizer Hitparade)                | 10             |
| Швеция (Sverigetopplistan)                     | 20             |

| Хит-парад (1989)                 | Позиция |
| -------------------------------- | ------- |
| Австралия (ARIA)                 | 44      |
| Австрия (Ö3 Austria)             | 27      |
| Великобритания (Gallup Poll)     | 47      |
| Европа (Music & Media)           | 49      |
| Нидерланды (Album Top 100)       | 36      |
| Новая Зеландия (RMNZ)            | 25      |
| США (Billboard Top Pop Albums)   | 33      |
| ФРГ (Top 100 Album-Jahrescharts) | 72      |

## Сертификации
| Регион                                                      | Сертификация | Продажи    |
| ----------------------------------------------------------- | ------------ | ---------- |
| Австралия (ARIA)                                            | Платиновый   | 70 000^    |
| Великобритания (BPI)                                        | Платиновый   | 300 000^   |
| Испания (PROMUSICAE)                                        | Золотой      | 50 000^    |
| Канада (Music Canada)                                       | Платиновый   | 100 000^   |
| Новая Зеландия (RMNZ)                                       | Золотой      | 7500^      |
| США (RIAA)                                                  | Платиновый   | 1 000 000^ |
| Франция (SNEP)                                              | Золотой      | 100 000*   |
| Швейцария (IFPI Switzerland)                                | Золотой      | 25 000^    |
| ^ Данные о тиражах приведены только на основе сертификации. |              |            |